# Avenches
Avenches (/aˈvɑ̃ʃ/, toponimo francese; in tedesco Wiflisburg, desueto) è un comune svizzero di 4 166 abitanti del Canton Vaud, nel distretto della Broye-Vully.
Dal 2017 il borgo, grazie alla sua particolare bellezza architettonica, la sua storia e la posizione privilegiata in cui si trova è entrato a far parte dell'associazione "I borghi più belli della Svizzera".

## Geografia fisica
Avenches è situata su una collina (480 m s.l.m.) isolata sul lato meridionale della regione della Broye, a 17 km a nord-est della città di Friburgo. Il territorio comprende una parte della pianura, intensamente coltivata, della regione della Broye, e qualche collina che fiancheggia la piana dal lato sud. Il territorio comunale è bagnato dal fiume Broye, a nordovest, e dall'Arbogne. A nord, una parte della riva del lago di Morat, lunga 1,5 km, appartiene al comune di Avenches.
Nel 1997 il territorio era costituito per il 14% da zone edificate, per il 16% da zone forestali, per il 69% da zone agricole e per meno dell'1% da terreni improduttivi.

## Storia

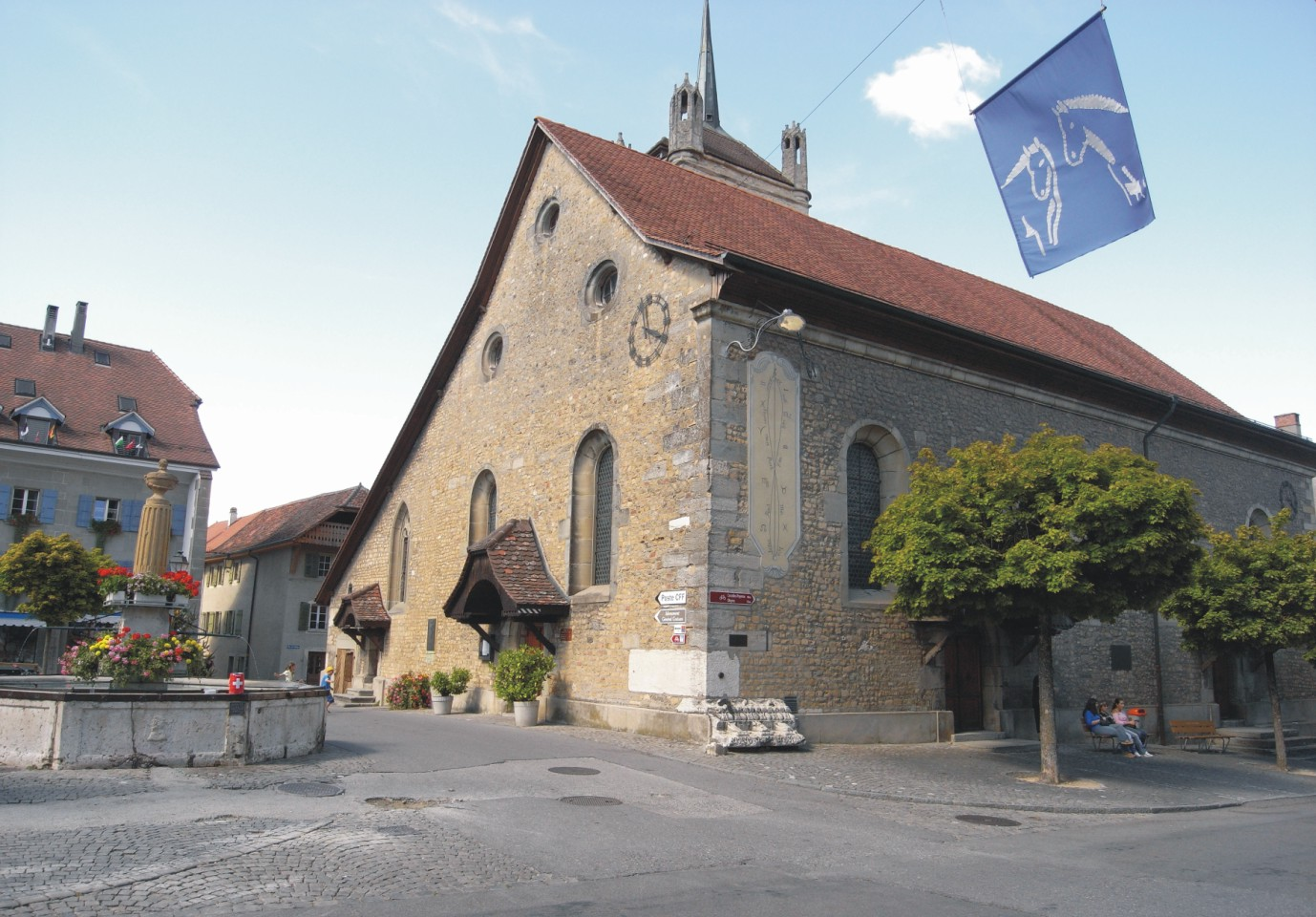
La chiesa di Santa Maddalena

In epoca romana corrispondeva alla città chiamata Aventicum; fino al VI secolo fu sede episcopale insieme con Windisch e i vescovi erano detti "di Avenches e Windisch" (l'antica Vindonissa). La diocesi fu poi incorporata in quella di Losanna.
Nel 2006 Avenches ha inglobato il comune soppresso di Donatyre e nel 2011 quello di Oleyres; fino al 2008 è stato capoluogo del distretto di Avenches.

### Simboli
Lo stemma si basa sugli antichi sigilli della città su cui era raffigurata la testa di un uomo. Solo dal 1564 la testa cambiò in quella di un moro, probabilmente in base ad alcune leggende riguardanti la presenza di Saraceni nella regione.

## Monumenti e luoghi d'interesse
I monumenti che seguono sono inseriti nella lista dei beni culturali d'importanza nazionale:
- Chiesa riformata di Santa Maddalena, eretta nell'XI secolo e ricostruita nel XIV secolo[1];
- Castello di Avenches, eretto nel XIII-XIV secolo[1];
- Sito archeologico di Aventicum, con l'anfiteatro romano dotato di torre (attestata dal 1336)[1] dove ogni estate si svolgono diversi concerti che spaziano dall'opera lirica al rock[senza fonte].

## Società

### Evoluzione demografica
L'evoluzione demografica è riportata nella seguente tabella:
Abitanti censiti

## Cultura

### Musei

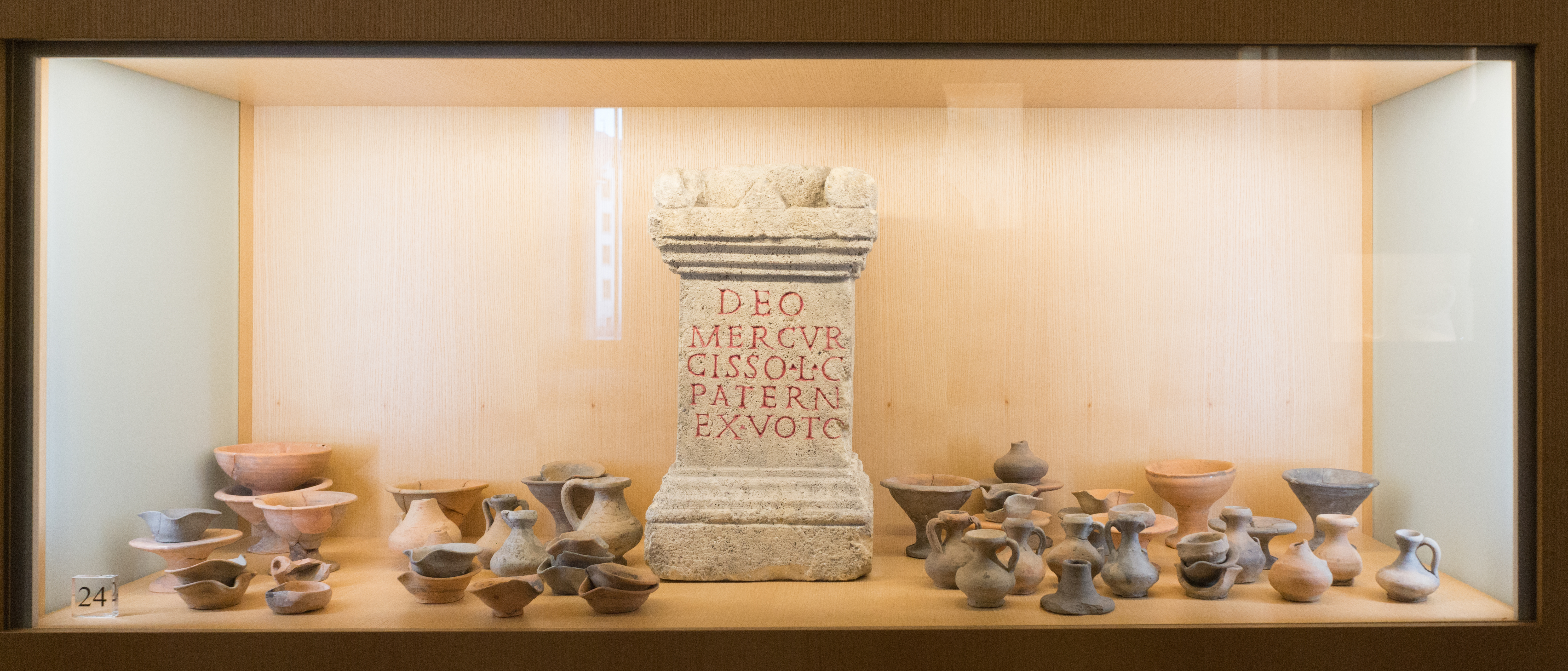
Reperti al Museo archeologico romano di Avenches

- Museo archeologico romano.

## Infrastrutture e trasporti
Avenches è servito dall'omonima stazione, sulla ferrovia Palézieux-Lyss.

## Amministrazione
Ogni famiglia originaria del luogo fa parte del cosiddetto comune patriziale e ha la responsabilità della manutenzione di ogni bene ricadente all'interno dei confini del comune.